# 艾加文
艾加文（希伯來語：‎ ，字面意思為緋紅）是一个在约旦河西岸的莫沙夫合作社和以色列定居点 。艾加文位于约旦河谷，达米亚桥以北8公里，佔地4,500德南，属于約旦河大裂谷地区委员会的管辖范围。2019年時，其人口为132。
國際社會普遍視以色列在約旦河西岸建立的定居點違反國際法，但以色列政府對此表示異議。

## 词源
艾加文的名字为兩位納哈爾指揮官Arik Regev 和Gad Manela名字的缩写，他們在1968年与阿拉伯武装分子的冲突中於此地被杀害。 

## 历史
1968 年，貝塔爾运动在此地建立納哈爾定居點。   1971 年 5 月，艾加文正式改造为一個平民莫沙夫合作社。 在艾加文成立之前，时任以色列国防部长摩西·达扬反对在約旦河大裂谷的中心地帶建立定居点，他認为这会过于明顯地顯露西岸的巴勒斯坦阿拉伯人正在与约旦河東岸的阿拉伯人分离。 
为了建立艾加文，以色列没收了三个巴勒斯坦人村庄的土地：
- 来自艾爾捷夫歷（Al-Jiftlik）的645 德南， [8]
- 来自馬治艾加沙（Marj Al-Ghazal） 的509 德南， [9]
- 来自阿茲蘇貝達（Az-Zubaidat） 的48 德南。 [10]